# Chantilly
Chantilly AFI: /ʃɑ̃tiˈji/ (in piccardo Cantily) è un comune francese di 11 181 abitanti situato nel dipartimento dell'Oise della regione dell'Alta Francia.

## Storia

### Simboli
Il corno ricorda la tradizione della caccia un tempo praticata in quest'area. I tigli nel capo sono un'arma parlante con riferimento alla parte finale del toponimo -tilly (tillieul, "tiglio").

## Monumenti e luoghi d'interesse

### Castello di Chantilly e Musée Condé
È sede del bellissimo Castello di Chantilly, passato di proprietà dagli Orgemont al Montmorency e poi ai Condé. Nel 1830 viene ereditato da Enrico d'Orléans, duca d'Aumale, che nel 1898 lo lascia in legato all'Institut de France con l'obbligo di aprire il museo Condé al pubblico.
Le enormi risorse del legato permettono di mantenere il castello, il museo e le grandi scuderie comprendenti, dal 1982, il museo vivente del cavallo.

## Società

### Evoluzione demografica
Abitanti censiti

## Cultura

### Musei
- Musée Condé

### Cucina

#### Crema chantilly
La Crema chantilly è una specialità culinaria ideata da François Vatel in occasione del celebre banchetto di inaugurazione del castello di Vaux-le-Vicomte e in seguito rinominata "chantilly" quando Vatel fu nominato intendente generale del castello di Chantilly. La crema chantilly è fatta con panna montata e zucchero; molti confondono questa crema con la variante Italiana detta appunto chantilly all'italiana, che è preparata con crema ed aggiunta di panna. La crema chantilly può essere più o meno zuccherata in base ai gusti regionali.

## Economia

### Arte e artigianato
La manifattura delle porcellane di Chantilly fu fondata dal principe di Condé nel 1725 e si contraddistinse per prodotti di porcellana decorata e di pasta tenera nel primo grande periodo, terminante intorno alla fine del XVIII secolo, sostituita in seguito da prodotti di pasta dura.
I prodotti principali furono vasellami, teiere, tazze, terrine e vasi, inizialmente dalla forma poligonale e lobata e dai temi figurativi orientaleggianti. Dopo il 1750 la decorazione venne influenzata dal modello di Meißen e i soggetti figurativi prevalenti risultarono a sfondo floreale oppure rappresentanti scene di caccia.
Apprezzata fu anche la trina di Chantilly, diffusa già dal Settecento e caratterizzata dai disegni ispirati dalle ceramiche prodotte nella stessa località. La più rinomata e la più durevole fu la trina nera, realizzata con una seta particolare, che conservò il suo fascino e la sua diffusione fino alla fine dell'Ottocento.
Ancora oggi le fabbriche della località francese sfornano trina di seta a macchina.

## Amministrazione

### Gemellaggi
- Überlingen
- Watermael-Boitsfort
- Epsom and Ewell